# Charles-Alexis Alexandre
Charles-Alexis Alexandre, né à Paris le 10 décembre 1754 et mort à Issy-les-Moulineaux le 27 septembre 1825, est un révolutionnaire français.

## Biographie
Fils d'un menuisier devenu entrepreneur de bâtiments, il fait de bonnes études au collège Mazarin, et devient agent de change en 1786.
Entré dans la Garde nationale parisienne en 1789, il prend une part active à la fusillade du 17 juillet 1791. En décembre, il est élu commandant des canonniers et à ce titre, il joue un rôle important lors des journées du 20 juin et du 10 août 1792. En septembre 1792, il est nommé commissaire des guerres à l'armée des Alpes, puis commissaire ordonnateur. Le 21 juin 1793, la Convention lui attribue le portefeuille du ministère de la Guerre, mais le soir même, la décision est annulée car sa nomination est vivement contestée. Le 29 avril 1796, le Directoire le nomme commissaire à l'armée du Nord et à l'armée de Sambre-et-Meuse. Il le reste jusqu'à fin décembre et retourne à l'armée des Alpes comme commissaire ordonnateur en chef (1797-1798). Il se porte candidat au Directoire lors du départ d'Étienne-François Le Tourneur, mais c'est François de Barthélemy, soutenu par les royalistes qui est élu. Il fut nommé chef de division au ministère de la Guerre (1798-1799). Il devient sous le Consulat membre du Tribunat (1799-1806) où il se révèle un mauvais orateur. En 1809, Napoléon Ier le nomme inspecteur des droits réunis (1806-1814). À la retraite, il rédige des Mémoires dont une partie seulement a été publiée (Fragments des mémoires de Charles-Alexis Alexandre, Jacques Godechot, éditions Fustier, Paris, 1937).
Les papiers personnels de Charles-Alexis Alexandre sont conservés aux Archives nationales sous la cote 167AP.